# Sijtse Jansma
Sijtse Jansma (ur. 22 maja 1898 w Leeuwarden, zm. 4 grudnia 1977 w Amsterdamie) – holenderski przeciągacz liny, wicemistrz olimpijski.
Jansma startował na Letnich Igrzyskach Olimpijskich 1920 w Antwerpii. Podczas tych igrzysk sportowiec wraz z holenderską reprezentacją zdobył srebrny medal w przeciąganiu liny (był to ostatni oficjalny turniej w tej dyscyplinie na igrzyskach olimpijskich). Z kolegami wygrał spotkanie półfinałowe z Włochami (2–0) i awansował do finału. Tam Holendrzy przegrali 0–2 z Brytyjczykami, jednak czekał ich jeszcze mecz o drugie miejsce. Wygrali w nim 2–0 z belgijskimi przeciągaczami i zdobyli srebro olimpijskie.
Była to jedyna konkurencja olimpijska, w której startował Jansma.